# William James Kennedy
William James „Jim“ Kennedy (* 1943) ist  ein britischer Geologe und Paläontologe.
Kennedy studierte (Bachelor 1964) und promovierte 1968 am King’s College London ging er an die Universität Oxford, wo er ab 1976 Kurator der geowissenschaftlichen Sammlungen am Oxford University Museum of Natural History wurde. Ab 1968 war er Lecturer in Oxford und ab 1996 Professor für Geowissenschaften und ab 2003 für Naturgeschichte. Ab  2003 war er  Direktor des Museums. Außerdem war er eine Zeitlang Acting President des Wolfson College, dessen Fellow er 1970 wurde. Er war auch Fellow des Kellogg College.
Er gilt als eine führende Autorität für Ammoniten aus der Kreide und Stratigraphie und Korrelation mariner Ablagerungen aus der Kreide. er veröffentlichte zu Taxonomie und Paläobiologie von Ammoniten, Biomineralisation von Mollusken und Stratigraphie der Kreide sowie Sedimentation und Diagenese von Kreidesedimenten. Regionaler Schwerpunkt seiner Forschung war Großbritannien (einschließlich Ölfelder in den Kreideformationen der Nordsee), aber auch Material aus Nord- und Südafrika, den USA, Frankreich, Pakistan, Marokko. Er war an internationalen Kollaborationen zur Kreide-Stratigraphie beteiligt (Ammoniten, Mikrofossilien, Sauerstoff- und Kohlenstoffisotope, Spurenelemente, Konstruktion einer Strontium-Isotopen-Kurve für die obere Kreide).
Kennedy erhielt 2014 als Erster die Palaeontographical Society und 1990 die Prestwich Medal für seine Arbeiten zur Erdöl- und Erdgaserkundung in der Nordsee. Außerdem erhielt er 1992 die Neville George Medal der Geological Society of Glasgow und 2002 für Arbeiten zur Geologie und Paläontologie der Kreide die Gold Medal for Zoology der Linnean Society of London für Arbeiten in der Taxonomie. Er ist Fellow der Linnean Society und der Geological Society of London. Er erhielt einen D.Sc. der Universität Oxford.
Von ihm stammen über 400 wissenschaftliche Arbeiten.

## Schriften
- mit C. W. Wright: The Ammonoidea of the Plenus Marls and the Middle Chalk, Monograph of the Palaeontographical Society London 560, 1981
- mit C. W. Wright: The Ammonoidea of the Lower Chalk, Monograph of the Palaeontographical Society London, Teil 1 1984, Teil 3 1990, Teil 4, 1995, Teil 5 1996, Teil 6, 2015